# Ronde van Piemonte 1911
De vijfde editie van de Ronde van Piemonte (ook wel bekend als Gran Piemonte) werd verreden op 23 april 1911. 
De wedstrijd werd gewonnen door Mario Bruschera.

## Uitslag
| Plaats  | Naam                | Ploeg   | tijd     |
| ------- | ------------------- | ------- | -------- |
| Winnaar | Mario Bruschera     | Bianchi | 9u50'00" |
| 2       | Carlo Galetti       | Bianchi | z.t.     |
| 3       | Giuseppe Santhia    | Fiat    | z.t.     |
| 4       | Giovanni Rossignoli | Bianchi | z.t.     |
| 5       | Carlo Durando       |         | + 14'00" |
| 6       | Giovanni Gerbi      |         | z.t.     |
| 7       | Emilio Petiva       |         | z.t.     |
| 8       | Mario Pesce         |         | + 14'10" |
| 9       | Enrico Sala         |         | + 17'00" |
| 10      | Alfredo Sivocci     |         | z.t.     |

1906 · 1907 · 1908 · 1909 · 1910 · 1911 · 1912 · 1913 · 1914 · 1915 · 1916 · 1917 · 1918 · 1919 · 1920 · 1921 · 1922 · 1923 · 1924 · 1925 · 1926 · 1927 · 1928 · 1929 · 1930 · 1931 · 1932 · 1933 · 1934 · 1935 · 1936 · 1937 · 1938 · 1939 · 1940 · 1941 · 1942 · 1943 · 1944 · 1945 · 1946 · 1947 · 1948 · 1949 · 1950 · 1951 · 1952 · 1953 · 1954 · 1955 · 1956 · 1957 · 1958 · 1959 · 1960 · 1961 · 1962 · 1963 · 1964 · 1965 · 1966 · 1967 · 1968 · 1969 · 1970 · 1971 · 1972 · 1973 · 1974 · 1975 · 1976 · 1977 · 1978 · 1979 · 1980 · 1981 · 1982 · 1983 · 1984 · 1985 · 1986 · 1987 · 1988 · 1989 · 1990 · 1991 · 1992 · 1993 · 1994 · 1995 · 1996 · 1997 · 1998 · 1999 · 2000 · 2001 · 2002 · 2003 · 2004 · 2005 · 2006 · 2007 · 2008 · 2009 · 2010 · 2011 · 2012 · 2013 · 2014 · 2015 · 2016 · 2017 · 2018 · 2019 · 2020 · 2021 · 2022 · 2023 · 2024